# Chặng đua MotoGP Pháp 2021
Chặng đua MotoGP Pháp 2021 (tên chính thức 2021 Shark Grand Prix de France) là chặng đua thứ năm của mùa giải MotoGP 2021. Chặng đua được tổ chức ở trường đua Bugatti Circuit, Pháp từ ngày 14 đến ngày 16 tháng 05 năm 2021. Người chiến thắng là Jack Miller của đội đua Ducati.

## Diễn biến chính
Fabio Quartararo là người giành pole, tuy nhiên anh để tụt xuống vị trí thứ 3 sau pha xuất phát.
Đến vòng 4 thì trời bắt đầu đổ mưa nhẹ, các tay đua phải vào pit thay xe. Sau khi ra pit thì người dẫn đầu là Marc Márquez, tiếp đến là Quartararo và Jack Miller. Márquez dẫn đầu được khoảng 4 vòng thì ngã xe bỏ cuộc.
Miller cùng đồng đội Francesco Bagnaia bị các trọng tài bắt lỗi chạy quá tốc độ trong quá trình vào pit nên mỗi người bị phạt 2 vòng chạy long-lap. Mặc dù vậy, Miller vẫn có thể đuổi kịp và vượt Quartararo để giành chiến thắng thứ hai liên tiếp.
Đến cuối cuộc đua, Quartararo lại bị đồng hương Johann Zarco vượt nên chỉ về đích ở vị trí thứ ba. Song kết quả đó là đủ để Quartararo-với tổng điểm là 80- đòi lại vị trí dẫn đầu trên Bảng tổng sắp từ tay của Bagnaia.

## Kết quả
| Stt                         | Số xe | Tay đua           | Xe      | Lap | Thời gian | Xuất phát | Điểm |
| --------------------------- | ----- | ----------------- | ------- | --- | --------- | --------- | ---- |
| 1                           | 43    | Jack Miller       | Ducati  | 27  | 47:25.473 | 3         | 25   |
| 2                           | 5     | Johann Zarco      | Ducati  | 27  | +3.970    | 5         | 20   |
| 3                           | 20    | Fabio Quartararo  | Yamaha  | 27  | +14.468   | 1         | 16   |
| 4                           | 63    | Francesco Bagnaia | Ducati  | 27  | +16.172   | 16        | 13   |
| 5                           | 9     | Danilo Petrucci   | KTM     | 27  | +21.430   | 17        | 11   |
| 6                           | 73    | Álex Márquez      | Honda   | 27  | +23.509   | 19        | 10   |
| 7                           | 30    | Takaaki Nakagami  | Honda   | 27  | +30.164   | 7         | 9    |
| 8                           | 44    | Pol Espargaró     | Honda   | 27  | +35.221   | 8         | 8    |
| 9                           | 27    | Iker Lecuona      | KTM     | 27  | +40.432   | 18        | 7    |
| 10                          | 12    | Maverick Viñales  | Yamaha  | 27  | +40.577   | 2         | 6    |
| 11                          | 46    | Valentino Rossi   | Yamaha  | 27  | +42.198   | 9         | 5    |
| 12                          | 10    | Luca Marini       | Ducati  | 27  | +52.408   | 12        | 4    |
| 13                          | 33    | Brad Binder       | KTM     | 27  | +59.377   | 21        | 3    |
| 14                          | 23    | Enea Bastianini   | Ducati  | 27  | +1:02.224 | 22        | 2    |
| 15                          | 53    | Tito Rabat        | Ducati  | 27  | +1:09.651 | 20        | 1    |
| 16                          | 21    | Franco Morbidelli | Yamaha  | 23  | +4 laps   | 4         |      |
| Ret                         | 93    | Marc Márquez      | Honda   | 17  | Accident  | 6         |      |
| Ret                         | 41    | Aleix Espargaró   | Aprilia | 15  | Engine    | 13        |      |
| Ret                         | 88    | Miguel Oliveira   | KTM     | 12  | Accident  | 10        |      |
| Ret                         | 42    | Álex Rins         | Suzuki  | 12  | Accident  | 15        |      |
| Ret                         | 32    | Lorenzo Savadori  | Aprilia | 11  | Engine    | 11        |      |
| Ret                         | 36    | Joan Mir          | Suzuki  | 4   | Accident  | 14        |      |
| OFFICIAL MOTOGP RACE REPORT |       |                   |         |     |           |           |      |

Nguồn: Trang chủ MotoGP